# Biosicherheit
Mit Biosicherheit wird laut den U.S.-amerikanischen Centers for Disease Control and Prevention (CDC) die Disziplin bezeichnet, die sich mit der sicheren Handhabung und Eindämmung von infektiösen Mikroorganismen und gefährlichen biologischen (auch gentechnischen) Materialien beschäftigt. Die WHO zählt zur Biosicherheit die Eindämmungsprinzipien, Technologien und Praktiken, die den Kontakt mit Pathogenen und Giften sowie deren Freisetzung verhindern sollen.

## Begriffsdefinition des Deutschen Ethikrates
Der Deutsche Ethikrat definiert in einer Stellungnahme zur Biosicherheit von 2014:

„Biosicherheit bezieht sich auf den systematischen Schutz von Menschen, Tieren, Pflanzen und der Umwelt vor Gefahren, die mit dem Umgang mit biologischen Agenzien verbunden sind. Unter dem Begriff der biologischen Agenzien werden im Folgenden Mikroorganismen, Giftstoffe (Toxine) und andere biologische Stoffe zusammengefasst, die lebenswichtige physiologische Funktionen schädigen können. Ein zentrales Gegenstandsfeld der Biosicherheit ist daher die Mikrobiologie als Wissenschaft von den Mikroorganismen, einschließlich der gentechnischen Manipulation von Mikroorganismen und der künstlichen Herstellung ihrer Komponenten durch Gentechnik und Synthetische Biologie sowie der von Mikroorganismen produzierten Toxine.“

Der Begriff der Biosicherheit wird in zwei verschiedenen Aspekten gebraucht: „Zum einen umfasst Biosicherheit den – im englischsprachigen Raum als Biosafety bezeichneten – Schutz des Lebens oder der Gesundheit von Menschen, der Umwelt oder sonstiger bedeutsamer Rechtsgüter vor einer unbeabsichtigten Gefährdung  (=Biologische Sicherheit). Zum anderen umfasst Biosicherheit den – im englischsprachigen Raum als Biosecurity bezeichneten – Schutz von Menschen, Tieren, der Umwelt und anderen Gütern vor einem Missbrauch von biologischen Agenzien für schädliche Zwecke, etwa in terroristischer Absicht.“

## Neues Biosicherheit-Gesetz in China
Gemäß dem zweiten Entwurf des Biosicherheits-Gesetzes 2020 („Second Review Draft“) bezieht sich Biosecurity auf die Fähigkeit des Staates, effektiv auf die Bedrohung durch den biologischen Faktor und andere damit zusammenhängende Faktoren zu reagieren. In Bezug auf den Anwendungsbereich regelt das „Biosecurity Law“ alle Aktivitäten, die mit der Biosecurity zusammenhängen.
Im Einzelnen fallen die folgenden Aktivitäten unter das Biosicherheits-Gesetz:
- Vorbeugung und Kontrolle größerer Neuausbrüche von Infektionskrankheiten und Tier- und Pflanzenseuchen
- Forschung, Entwicklung und Anwendung der Biotechnologie
- Biosicherheitsmanagement im Labor
- Das Management der genetischen Ressourcen des Menschen und der biologischen Ressourcen-Sicherheit
- Prävention der Invasion fremder Arten und Schutz der biologischen Vielfalt
- Resistenzmanagement von Mikroorganismen
- Prävention von Bioterrorismus-Angriffen und Abwehr von Bedrohungen durch biologische Waffen
- Andere Aktivitäten im Zusammenhang mit der Biosicherheit.

Die Risiken der Nutzung wissenschaftlicher Aktivitäten und Technologien zur Gefährdung der nationalen Sicherheit und Biosicherheit sind jedoch objektiv vorhanden. Daher war es notwendig, das „Biosecurity-Gesetz“ zu erlassen, um die Entwicklung der bio-bezogenen Aktivitäten auf rechtlicher Ebene abzugrenzen.

## Mögliche Unfälle in diesem Bereich
In einem Labor zur Herstellung von biologischen Kampfstoffen in Swerdlowsk wurden im März 1979 durch einen Handhabungsfehler pulverförmige Milzbrand-Sporen in die Umgebung freigesetzt, was über 100 Personen das Leben kostete.